# Rolf Sons
Rolf Sons (* 1961) ist ein deutscher Theologe, Pfarrer der Württembergischen Landeskirche und Autor etlicher Sachbücher.

## Leben
Sons wuchs in Neuenstadt am Kocher auf. Sein Vater war Wein- und Obstbaumeister. Nach eigenem Bekunden machte Rolf Sons im 20. Lebensjahr eine einschneidende Glaubenserfahrung, was ihn dazu bewog, Theologie zu studieren. Dies tat er an den Universitäten Tübingen und Erlangen. Nach dem Vikariat in Balingen war er von 1991 bis 1994 Studienassistent im Albrecht-Bengel-Haus in Tübingen. 1994 promovierte er in Erlangen im Fachgebiet Praktische Theologie bei Manfred Seitz mit seiner Arbeit zum Thema Seelsorge zwischen Bibel und Psychotherapie. Danach arbeitete er bis 2004 als Gemeindepfarrer in Walddorfhäslach. Ab 2004 war er Dozent für Praktische Theologie am Albrecht-Bengel-Haus und von 2009 bis 2016 dessen Rektor. Seit September 2016 ist er Pfarrer der Kirchengemeinde Flein, zudem war er von 2017 bis 2020 Vorsitzender des BibelStudienKollegs e.V. in Ostfildern.
Er war Dozent am Theologischen Seminar der Liebenzeller Mission und am Theologischen Seminar Adelshofen und lehrt bis heute als Gastdozent am Bibelstudienkolleg. Er ist als Referent bei der Akademie für Psychotherapie und Seelsorge und bei Veranstaltungen der Sommerakademie Herrenberg, bei kirchlichen Bibelabenden, beim Seelsorge-Impulstag der ISBB und bei den Orientierungstagen der Lebendigen Gemeinde tätig.
Sons war Gründungsmitglied des Netzwerks Bibel und Bekenntnis und wurde 2022 erneut in dessen Leitung berufen, nachdem er zwischenzeitlich wegen anderer Schwerpunktsetzungen aus dem Gremium ausgeschieden war.
Sein Themenschwerpunkt sowohl bei Vorträgen als auch bei seinen Publikationen ist Martin Luthers Praxis der Seelsorge.

## Privates
Rolf Sons ist seit 1987 verheiratet mit Gabriele, einer gelernten Erzieherin. Das Paar hat fünf erwachsene Kinder.

## Veröffentlichungen
- Seelsorge zwischen Bibel und Psychotherapie: die Entwicklung der evangelischen Seelsorge in der Gegenwart (zugl.: Dissertation, Univ. Erlangen, 1993/94), Calwer Verlag, Stuttgart 1995, ISBN 978-3-7668-3342-6.
- als Hrsg.: Wie feiern wir Gottesdienst?: Gemeinde zwischen Tradition und Erlebniskultur, SCM R. Brockhaus, Wuppertal 2005, ISBN 978-3-417-29102-5.
- Lass die Sorgen nicht bei dir wohnen: unbeschwert glauben mit Martin Luther, Brunnen Verlag (Gießen), 2008, ISBN 978-3-7655-4011-0.
- Martin Luther als Seelsorger: die Freiheit neu entdecken, SCM Hänssler, Holzgerlingen 2015, ISBN 978-3-7751-5621-9, Rezension.
- Erholung für müde Seelen: Wohltuendes in christlicher Weisheit entdecken, Brunnen Verlag, Gießen 2023, ISBN 978-3-7655-4384-5.

als Mitautor
- Christoph Morgner (Hrsg.): Tinte, Thesen, Temperamente. Ein Lesebuch auf den Spuren von Martin Luther, Brunnen Verlag, Gießen 2016, ISBN 978-3-7655-2064-8.
- Christoph Morgner (Hrsg.): Ich schenke euch ein neues Herz und lege einen neuen Geist in euch, Brunnen Verlag, Gießen 2016, ISBN 978-3-7655-4295-4.

Aufsätze
- Der prophetische Ruf zur Umkehr im Alten Testament, in: Heinz-Werner Neudorfer und Torsten Morstein (Hrsg.): Christus zur Entscheidung predigen, Stuttgart 1994, S. 36–59.
- Klinische-Seelsorge-Ausbildung, in: Michael Dieterich und Jörg Dieterich (Hrsg.): Wörterbuch Psychologie und Seelsorge, Wuppertal 1996, S. 177f.
- Gottesdienst zwischen Tradition und Erlebnisorientierung; Zweit- und Zielgruppengottesdienste im Rahmen des missionarischen Gemeindeaufbaus, in: Rolf Sons (Hrsg.): Wie feiern wir Gottesdienst?: Gemeinde zwischen Tradition und Erlebniskultur, R. Brockhaus, Wuppertal 2005, S. 141–158.
- Seelsorge an der eigenen Seele, in: Martin Grabe und Rolf Senst (Hrsg.): Helfen, das Sinn macht, Oncken Kassel 2006, S. 217–231.
- Die Bedeutung des trinitarischen Bekenntnisses für das geistliche Leben, in: Rolf Hille (Hrsg.): Wer ist Gott? Unser Glaube an den Vater, den Sohn und den Heiligen Geist, Wuppertal 2007, S. 107–122.
- Umgang mit Stimmungsschwankungen im Spiegel der Psalmen, ThBeitr 38 (2007), S. 29–40.
- Missionarischer Gemeindeaufbau von der Taufe her und zur Taufe hin, S. 155–178, in: Christian Lehmann (Hrsg.): Wozu Taufe und Abendmahl?: was unseren Glauben gewiss macht, SCM R. Brockhaus, Witten 2009, ISBN 978-3-417-29557-3.